# Pedro Pascal

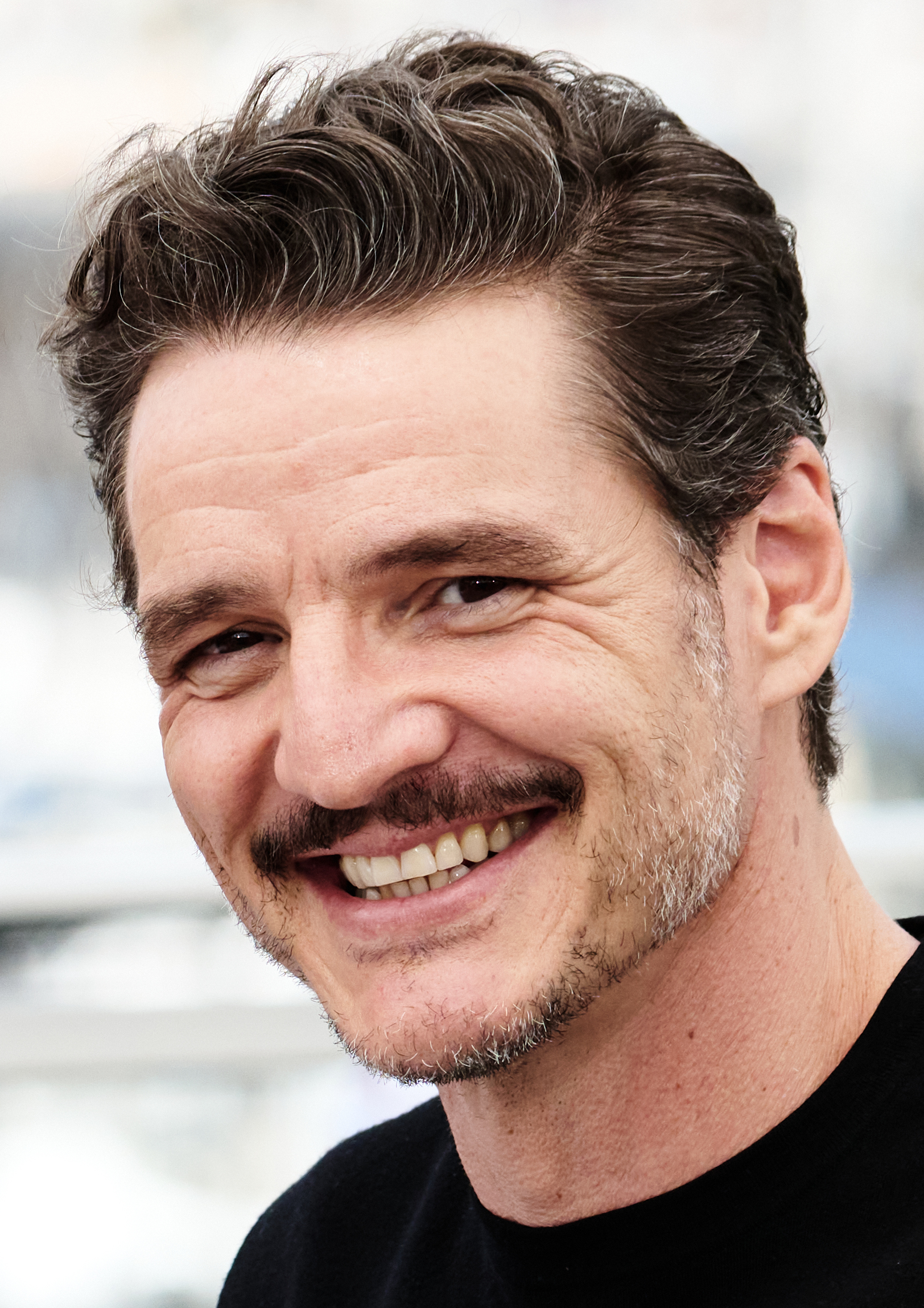
Pedro Pascal beim Filmfestival von Cannes (2025)

José Pedro Balmaceda Pascal (* 2. April 1975 in Santiago de Chile) ist ein chilenisch-US-amerikanischer Schauspieler. Er ist vor allem durch seine Rollen in den Fernsehserien Game of Thrones (2014), Narcos (2015–2017), The Mandalorian (seit 2019) und The Last of Us (2023–2025) bekannt.

## Leben
Pascal wurde in der chilenischen Hauptstadt Santiago geboren. Kurz nach seiner Geburt verließ seine Familie aufgrund des Militärregimes unter Augusto Pinochet das Land und fand politisches Asyl in Dänemark. Bald darauf siedelte die Familie in die Vereinigten Staaten über, wo Pascal den Großteil seiner Jugend verbrachte. Er lebte dort unter anderem in San Antonio, Texas und später im kalifornischen Orange County. 1993 zog Pascal nach New York City, wo er an der Tisch School of the Arts ein Schauspielstudium absolvierte.
Die Schauspielerin Lux Pascal ist seine jüngere Schwester.

## Karriere
Als Schauspieler trat Pascal in einer Reihe verschiedener Fernsehserien auf. Zu diesen zählen unter anderem Buffy – Im Bann der Dämonen, Good Wife, Homeland, Criminal Intent – Verbrechen im Visier und Graceland. Zudem wurde er für die Pilotfolge einer für das Jahr 2011 geplanten Fernsehserienadaption der Superheldin Wonder Woman gecastet. Die Serie wurde jedoch nicht in Produktion gegeben, da der Fernsehsender NBC kein Interesse an dem Projekt hatte. Unabhängig davon übernahm Pascal 2020 in dem Film Wonder Woman 1984 die Rolle des Maxwell Lord.
Im Jahr 2014 spielte Pascal in sieben Folgen der vierten Staffel der HBO-Fantasyserie Game of Thrones die Rolle des dornischen Prinzen Oberyn Martell sowie ab der 6. Staffel (ab Folge 6) den FBI-Agent Marcus Pike bei The Mentalist. 2015 trat Pascal gemeinsam mit Heidi Klum im Musikvideo Fire Meet Gasoline von Sia auf. Im selben Jahr übernahm er als DEA-Agent Javier Peña eine der Hauptrollen der Netflix-Serie Narcos, die sich mit dem kolumbianischen Drogenkrieg und der Jagd nach Pablo Escobar beschäftigte.
2017 spielte er die Rolle des Agent Whiskey in dem Spielfilm Kingsman: The Golden Circle. Seit 2019 ist er als Hauptdarsteller in der Star-Wars-Realserie The Mandalorian zu sehen. Seit 2023 spielt Pascal in der HBO-Serie The Last of Us zum gleichnamigen Videospiel den Protagonisten Joel Miller.
Auch am Theater war Pascal sowohl als Schauspieler wie auch als Produzent tätig. Er spielte auf den Theaterbühnen von Los Angeles und New York City in verschiedenen Produktionen und wurde für seine Darstellungen mit zwei Preisen ausgezeichnet.
Im Jahr 2018 wurde er in die Academy of Motion Picture Arts and Sciences berufen, die jährlich die Oscars vergibt.

## Filmografie (Auswahl)

### Filme
- 2001: Spinnen des Todes (Earth vs. the Spider, Fernsehfilm)
- 2005: Hermanas
- 2011: Der Plan (The Adjustment Bureau)
- 2011: Burn Notice: The Fall of Sam Axe (Fernsehfilm)
- 2015: Bloodsucking Bastards – Mein Boss ist ein Blutsauger (Bloodsucking Bastards)
- 2016: The Great Wall
- 2017: Kingsman: The Golden Circle
- 2018: Prospect
- 2018: The Equalizer 2
- 2018: Beale Street (If Beale Street Could Talk)
- 2019: Triple Frontier
- 2020: Wonder Woman 1984
- 2020: We Can Be Heroes
- 2022: Massive Talent (The Unbearable Weight of Massive Talent)
- 2022: The Bubble
- 2023: Strange Way of Life
- 2024: Freaky Tales
- 2024: The Uninvited
- 2024: Drive-Away Dolls
- 2024: Der wilde Roboter (The Wild Robot, Stimme von Fink)
- 2024: Gladiator II
- 2025: Eddington
- 2025: Was ist Liebe wert – Materialists (Materialists)
- 2025: The Fantastic Four: First Steps

### Serien
- 1999: G vs E (Folge 1x04)
- 1999: Downtown (Folge 1x03, Stimme)
- 1999: Undressed – Wer mit wem? (Undressed, 3 Folgen)
- 1999: Buffy – Im Bann der Dämonen (Buffy the Vampire Slayer, Folge 4x01)
- 2000: Ein Hauch von Himmel (Touched By An Angel, Folge 6x22)
- 2001: New York Cops – NYPD Blue (NYPD Blue, Folge 8x09)
- 2006: Without a Trace – Spurlos verschwunden (Without a Trace, Folge 5x02)
- 2006, 2009: Criminal Intent – Verbrechen im Visier (Law & Order: Criminal Intent, 2 Folgen)
- 2008: Law & Order (Folge 18x10)
- 2009–2011: Good Wife (The Good Wife, 6 Folgen)
- 2010: Nurse Jackie (Folge 2x02)
- 2011: Lights Out (4 Folgen)
- 2011: Brothers & Sisters (2 Folgen)
- 2011: Law & Order: Special Victims Unit (Folge 12x24)
- 2011: Charlie’s Angels (Folge 1x05)
- 2012: Body of Proof (Folge 2x11)
- 2012: CSI: Vegas (CSI: Crime Scene Investigation, Folge 12x18)
- 2013: Nikita (Folge 3x08)
- 2013: Red Widow (4 Folgen)
- 2013: Homeland (Folge 3x01)
- 2013–2014: Graceland (10 Folgen)
- 2014: Game of Thrones (7 Folgen)
- 2014: The Mentalist (7 Folgen)
- 2015–2017: Narcos (30 Folgen)
- seit 2019: The Mandalorian
- 2021: Calls (Folge 1x03, Stimme)
- 2022: Das Buch von Boba Fett (The Book of Boba Fett, 3 Folgen)
- 2023–2025: The Last of Us (12 Folgen)

## Auszeichnungen
Golden Globe
- 2024: Nominierung als Bester Serien-Hauptdarsteller — Drama für The Last of Us

Emmy
- 2023: Nominierung als Bester Hauptdarsteller in einer Dramaserie für The Last of Us

Screen Actors Guild Award
- 2024: Auszeichnung als Bester Hauptdarsteller in einer Dramaserie für The Last of Us

Critics’ Choice Award
- 2024: Nominierung als Bester Hauptdarsteller in einer Dramaserie für The Last of Us

People’s Choice Awards
- 2024: Nominierung TV Star des Jahres für The Last of Us
- 2024: Nominierung Drama-TV Star des Jahres für The Last of Us